# Keys to the World
Keys to the World è il terzo album da solista del cantante britannico Richard Ashcroft pubblicato il 20 gennaio 2006, (tre giorni dopo nel Regno Unito).

## Tracce
1. Why Not Nothing? - 4:09
2. Music Is Power - (Ashcroft, Curtis Mayfield) - 3:58
3. Break the Night with Colour - 3:56
4. Words Just Get in the Way - 4:53
5. Keys to the World - 4:42
6. Sweet Brother Malcolm - 4:51
7. Cry Till the Morning - 5:04
8. Why Do Lovers? - 4:45
9. Simple Song - 4:05
10. World Keeps Turning - 3:55

Bonus Track edizione giapponese
1. 75 Degrees - 4:48

## Bonus DVD
1. Keys to the World (The Interview)
2. Break the Night With Colour (live video)
3. Why Not Nothing? (live video)
4. Words Just Get In the Way (live video)
5. Break the Night With Colour (video)

## Singoli estratti
- Break the Night with Colour (2006)
- Music Is Power (2006)
- Words Just Get in the Way (2006)
- Why Not Nothing? (2006 - edizione limitata)